# Лондоко
Лондоко (на руски: Лондоко) е село в Облученски район на Еврейската автономна област в Русия. Влиза в състава на Теплоозерското градско селище.

## География
Селото е разположено на Транссибирската магистрала и на автомобилния път Чита – Хабаровск.
Лондоко се намира на левия бряг на река Бира. На изток от селото протича река Болшая Каменушка, която в югоизточните покрайнини на селото се влива в Бира.
Разстоянието до административния център, селището Теплоозьорск, е около 10 км на запад; до районния център, град Облучие, е около 76 км (отново на запад); а до Биробиджан – около 84 км на изток. Разстоянията са по автомобилния път Чита – Хабаровск.